# WEG T36
Der WEG T36 ist ein zweiachsiger Dieseltriebwagen der Waggonfabrik Fuchs. Er wurde 1954 durch die Württembergische Eisenbahn-Gesellschaft (WEG) in Dienst gestellt und war bis 1973 auf der meterspurigen Bahnstrecke Amstetten–Laichingen im Einsatz. Danach wurde er auf Normalspur umgebaut und unter gleicher Bezeichnung auf der Bahnstrecke Gaildorf–Untergröningen eingesetzt. Der Triebwagen befindet sich heute in der Eisenbahn-Erlebniswelt Horb.

## Geschichte und Einsatz

### Bahnstrecke Amstetten–Laichingen
Der Triebwagen ist die schmalspurige Variante der vom gleichen Hersteller gebauten WEG T05–T08. Er besitzt die gleiche Karosserie und Maschinenanlage, jedoch eine geänderte Frontpartie.
Mit dem T36 konnten die letzten Dampflokomotiven auf der Bahnstrecke Amstetten–Laichingen ersetzt werden, wenngleich der Zweiachser nur bedingt für den Rollbockbetrieb geeignet war. Meist beförderte er nur einen aufgebockten Normalspurwagen. 1973 wurde er durch den für den Rollbockverkehr besser geeigneten Triebwagen T37 abgelöst.

### Obere Kochertalbahn
Bei Gmeinder in Mosbach wurde er 1974 in einen Normalspurtriebwagen umgebaut und versah dann seinen Dienst mitsamt den weitgehend baugleichen Triebwagen WEG T05–T08 zwischen Gaildorf und Untergröningen. Bei diesem Umbau wurde seine Motorleistung auf 2 × 210 PS erhöht. 1995 erhielt er noch einmal eine Hauptausbesserung. Nach dem Betriebsende 2004 wurde der Triebwagen an die Eisenbahn-Service-Gesellschaft mbH, Vaihingen Enz abgegeben.

## Konstruktive Merkmale
Der Triebwagen ist als Schlepptriebwagen ausgebildet und besitzt fast die gleiche Anzahl an Sitzplätzen wie die größeren WEG T30 und T31. Das Kastengerippe des Wagenkastens ist in Leichtbauweise in Spantenbauart hergestellt und besteht aus elektrisch verschweißten Baustahlprofilen. Der Wagenkasten ist außen mit 1,5 Millimeter starkem Blech verkleidet und verfügt über abgerundete Fensterscheiben. Eine Tür ist als Falttür ausgebildet und stellt den Zugang zum Fahrgastraum mit niedriger Einstiegshöhe dar. Eine etwas höher gelegene Schiebetür ist der Zugang zum Gepäckraum. Das Fahrgestell ist schwer und robust ausgeführt. Von den WEG T05–T08 unterschied er sich durch die oberhalb der Frontscheiben angebrachten Schlussleuchten und die Balancierhebelkupplung für den Betrieb mit Schmalspurfahrzeugen und der Zug- und Stoßeinrichtung, um aufgebockte Normalspurgüterwagen zu befördern. Unter der Normalspurkupplung waren die Scheinwerfer angeordnet. Bei dem Umbau als Normalspurfahrzeug wurde die Schmalspurkupplung entfernt, die Lage der Scheinwerfer und die Normalspurkupplung wurden getauscht, die Schlussleuchten wurden über den Frontscheiben belassen.
Die Maschinenanlage bestand ursprünglich aus zwei Sechszylinder-Viertakt-Dieselmotoren des Typs Büssing U10, die mit je einem Diwabus-Getriebe gekuppelt waren. Später wurden die Motoren durch solche vom Typ U11D mit einer Leistung von 180 PS ersetzt, nach 1974 wurde die Motorleistung auf 2 × 210 PS gesteigert.